# Hermann Niemeyer
Hermann Niemeyer Fernández (Ovalle, 26 de octubre de 1918-Santiago, 7 de junio de 1991) fue un científico e investigador chileno de ascendencia alemana y chileno-española, impulsor de la bioquímica en su país natal. En 1983 recibe el Premio Nacional de Ciencias por aportar notablemente al avance de la bioquímica en los campos de la Bioenergética, la regulación metabólica de las enzimas y el estudio del metabolismo de la célula hepática.

## Biografía

### Comienzos
Hermann Niemeyer cursa sus estudios secundarios entre 1931 y 1934 en el Internado Nacional Barros Arana, donde tuvo la suerte de integrar un grupo excepcional de jóvenes como Luis Oyarzún, Jorge Millas, Nicanor Parra y Domingo Piga, los que junto a otros, como Carlos Pedraza y Braulio Arenas, constituirían lo que se conoció como la Generación del 38. En el INBA también estudió su hermano menor, Hans Niemeyer, quien posteriormente sería director del Museo Nacional de Historia Natural. La pertenencia a ese grupo marcó muchas de las facetas de Niemeyer: su gusto por la discusión franca y rigurosa, su humanismo, su afición por la música y la pintura y su posición estrictamente republicana.
En 1942 recibe el título de médico-cirujano con su memoria «Contribución al estudio del metabolismo de la célula hepática». 
Por pocos años Niemeyer se dedicaría a la pediatría y a su vez, a la bioquímica y, a partir de 1944, comienza a publicar con el Dr. Julio Meneghello y otros, una serie de trabajos especialmente en desnutrición, algunos de los cuales contienen parte de su experiencia bioquímica. El último de esos artículos está fechado en 1953. Paralelamente publica trabajos de estricto corte bioquímico con Cruz-Coke, Mardones y otros.
En 1949 Niemeyer obtiene la prestigiosa Beca Guggenheim para realizar investigación en el Departamento de Bioquímica de la Universidad de Harvard. Allí trabaja bajo la dirección de Fritz Lipmann (Premio Nobel en 1953). Ese año marca definitivamente la dedicación exclusiva de Niemeyer a la investigación y su alejamiento de la Pediatría. Niemeyer volvería a Estados Unidos en 1957 a la Universidad de Wisconsin en Madison. Allí trabaja con Van Rensselaer Potter.
En 1988 fue uno de los fundadores del movimiento político Independientes por el Consenso Democrático.

## Premios y distinciones
En 1952 recibe, junto a Julio Meneghello, el Premio Nestlé por sus trabajos en desnutrición infantil. En 1962 es galardonado con el Premio Atenea por su texto Bioquímica General. La Academia de Ciencias del Instituto de Chile lo nombra Miembro de Número en 1971 y le asigna el sillón N° 9. La Sociedad Argentina de Investigaciones Bioquímicas lo honra con la designación de Miembro Honorario en 1972 y la misma distinción recibe en 1981 de la Sociedad de Biología de Chile y de la Sociedad de Bioquímica de Chile. En 1983 es agraciado con el Premio Nacional de Ciencias. Ya en sus últimos años, en 1990, la Universidad de Chile lo distingue con la Medalla Juvenal Hernández Jaque.